# 不列顛工人黨
不列顛工人党（英語：Workers Party of Britain，縮寫为WPB）是英國的一個左翼政黨，成立於2019年12月。創始人和現任黨魁為喬治·蓋洛威。
該黨主張社會主義，並支持英國脫歐。

## 歷史
在2019年英國大選中工黨壓倒性失利及傑瑞米·柯賓辭去工黨黨魁職務後，身為前工黨成員的喬治·蓋洛威在2019年12月成立了不列顛工人黨。大不列颠共产党（马列）對不列顛工人黨的成立表示歡迎。

## 外部連結
- 官方网站 （英文）